# Katsushika
Katsushika (葛飾区, Katsushika-ku) é uma região especial da Metrópole de Tóquio, no Japão.
Em 2015, a região tem uma população estimada em 444.356 habitantes e uma densidade populacional de 12.770 pessoas por km². A sua área total é de 34,80 km².
Katsushika foi fundada a 15 de março de 1947. 
O escritório da prefeitura de Katsushika está localizado em Tateishi.

## Geografia
Katsushika está localizada no extremo leste da Metrópole de Tóquio, em uma planície aluvial acima do nível do mar. Os principais rios da região de Katsushika incluem os Edogawa, Arakawa e Ayasegawa, além dos rios Nakagawa e Shin-nakagawa.
Katsushika possui divisas territoriais com três regiões especiais de Tóquio: Adachi, Edogawa e Sumida. As cidades de Matsudo, na província de Chiba, e Misato e Yashio, na província de Saitama, formam a fronteira nordeste da região.

### Distritos e bairros
| Kameari-Aoto - Aoto - Kameari - Nishikameari - Shiratori Kanamachi-Shinjuku - Higashikanamachi - Kanamachi - Kanamachijosuijo - Niijuku - Toganemachi Minamiayase-Ohanadjaya-Horikiri - Higashihorikiri - Horikiri - Rio Kosuge - Ohanajaya Mizumoto - Higashimizumoto - Minamimizumoto - Mizumoto - Mizumotokoen - Nishimizumoto | Okudo-Shinkoiwa - Higashishinkoiwa - Nishishinkoiwa - Okudo - Shinkoiwa Shibamata-Takasago - Hosoda - Kamakura - Shibamata - Takasago Tateishi-Yotsugi - Higashitateishi - Higashiyotsugi - Takaramachi - Tateishi - Yotsugi |

## Economia
A empresa de brinquedos Takara Tomy possui a sua sede em Katsushika.

## Atrações turísticas
- Jardim Horikiri.

- Katsushika Shibamata Tora-san.
- Katsushika Symphony Hills.
- Museu de Arte Local e Astronomia de Katsushika.
- Planetário Ginga.
- Templo Shibamata Taishakuten.
- Yamamototei.

## Transporte

### Ferrovias
JR Leste
- Linha Joban: Kameari, Kanamachi.
- Linha Principal sobu: Shin-Koiwa.

Estrada de Ferro Elétrica Keisei
- Linha Principal Keisei: Horikiri-shobuen, Ohanajaya, Aoto, Keisei Takasago.
- Linha Keisei Oshiage: Yotsugi, Keisei Tateishi, Aoto.
- Linha Keisei Kanamachi: Keisei Takasago, Shibamata, Keisei Kanamachi.
- Linha Hokuso Railway Hokuso: Keisei Takasago, Shin-Shibamata.

### Rodovias
- Via Expressa Shuto C2 Central Loop (Itabashi JCT - Kasai JCT).
- Rota 6 (Mito Kaido).
- Kan-nana.
- Kuramae bashi.
- Heiwa Bashi.
- Shibamata Kaido.
- Okudo Kaido.
- Rota Tóquio 307 Linha Oji-Kanamachi-Edogawa (Oji-ekimae para Minami-shinozaki).

## Galeria de Imagens

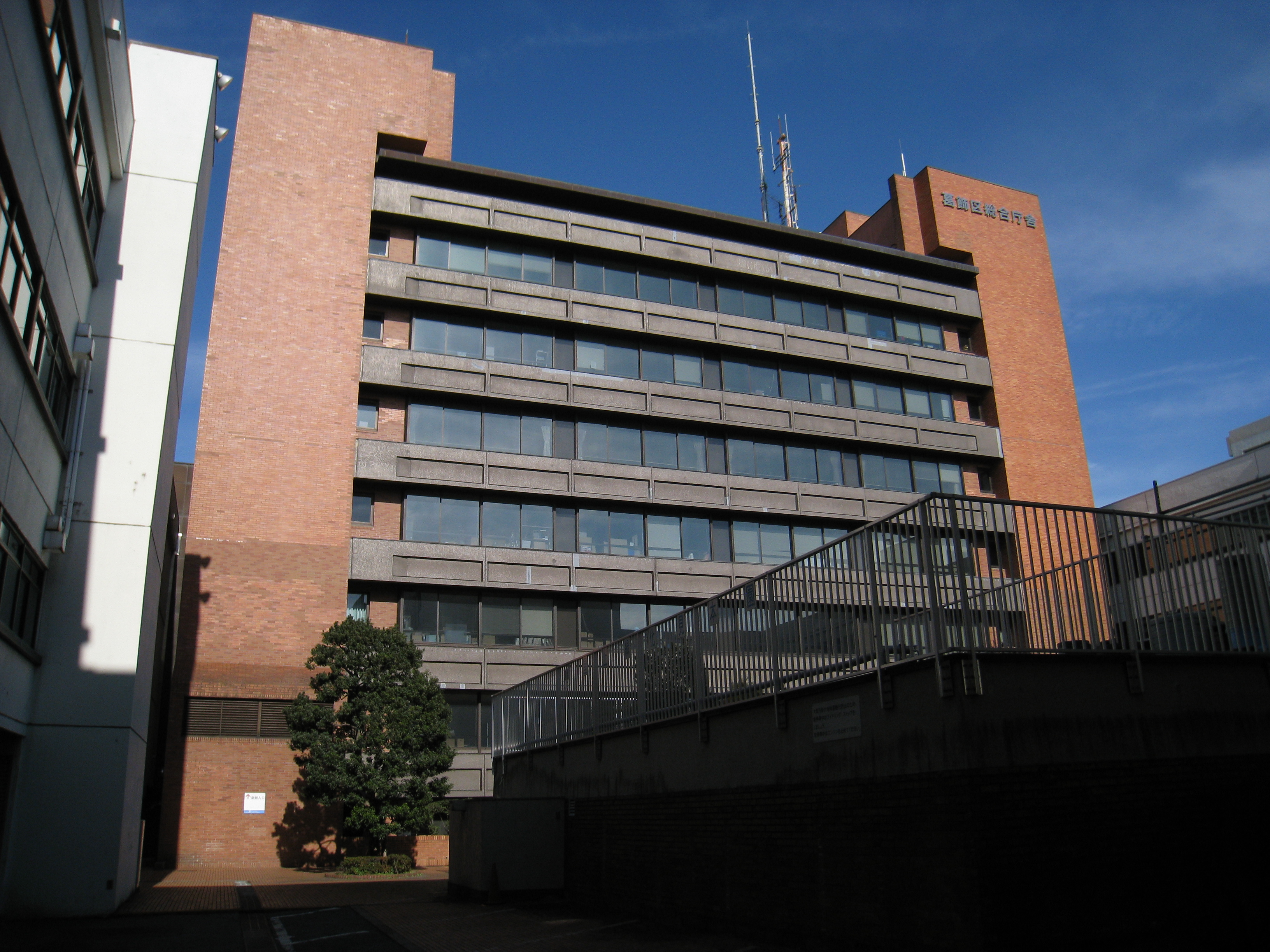
Prefeitura de Katsushika
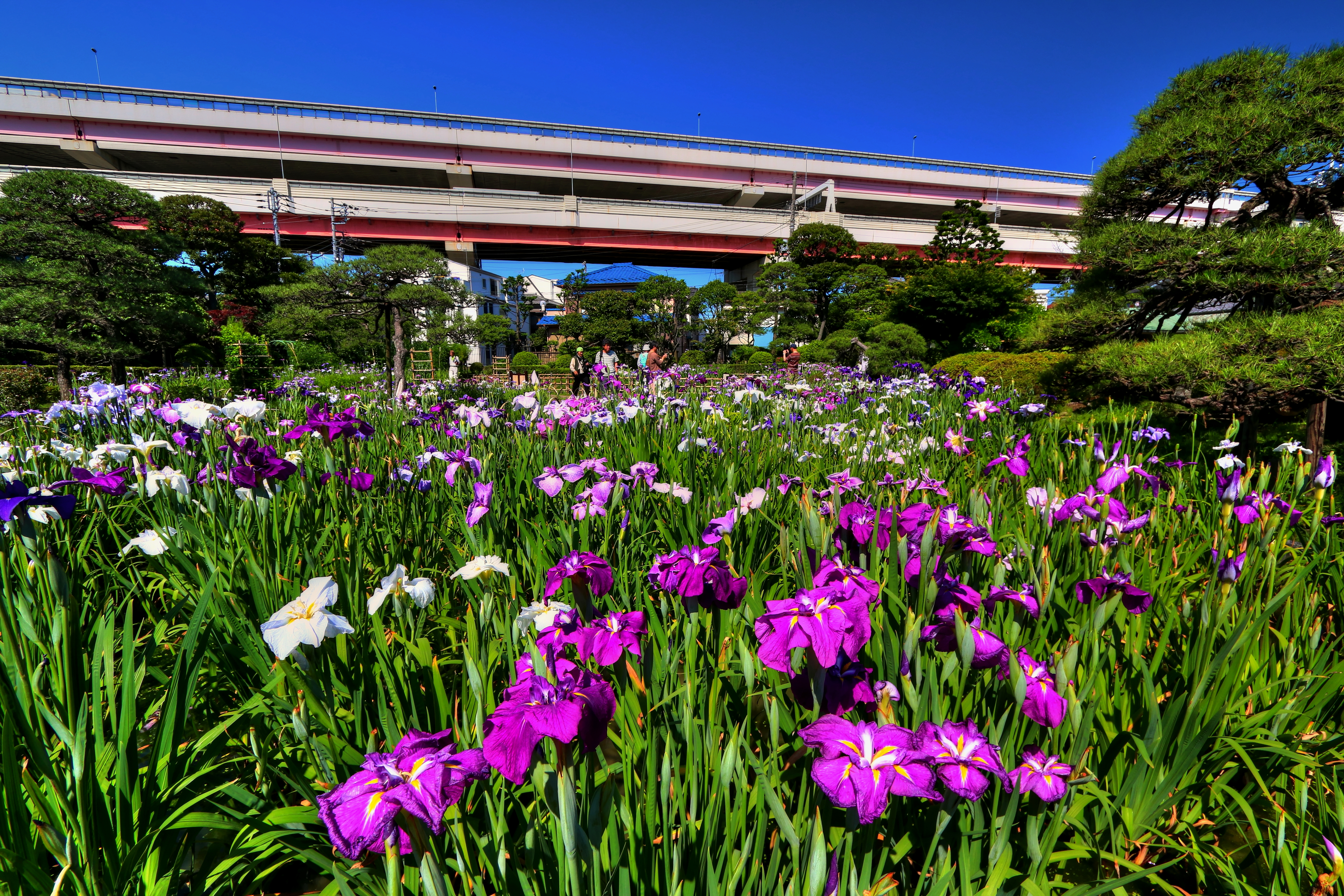
Jardim Horikiri
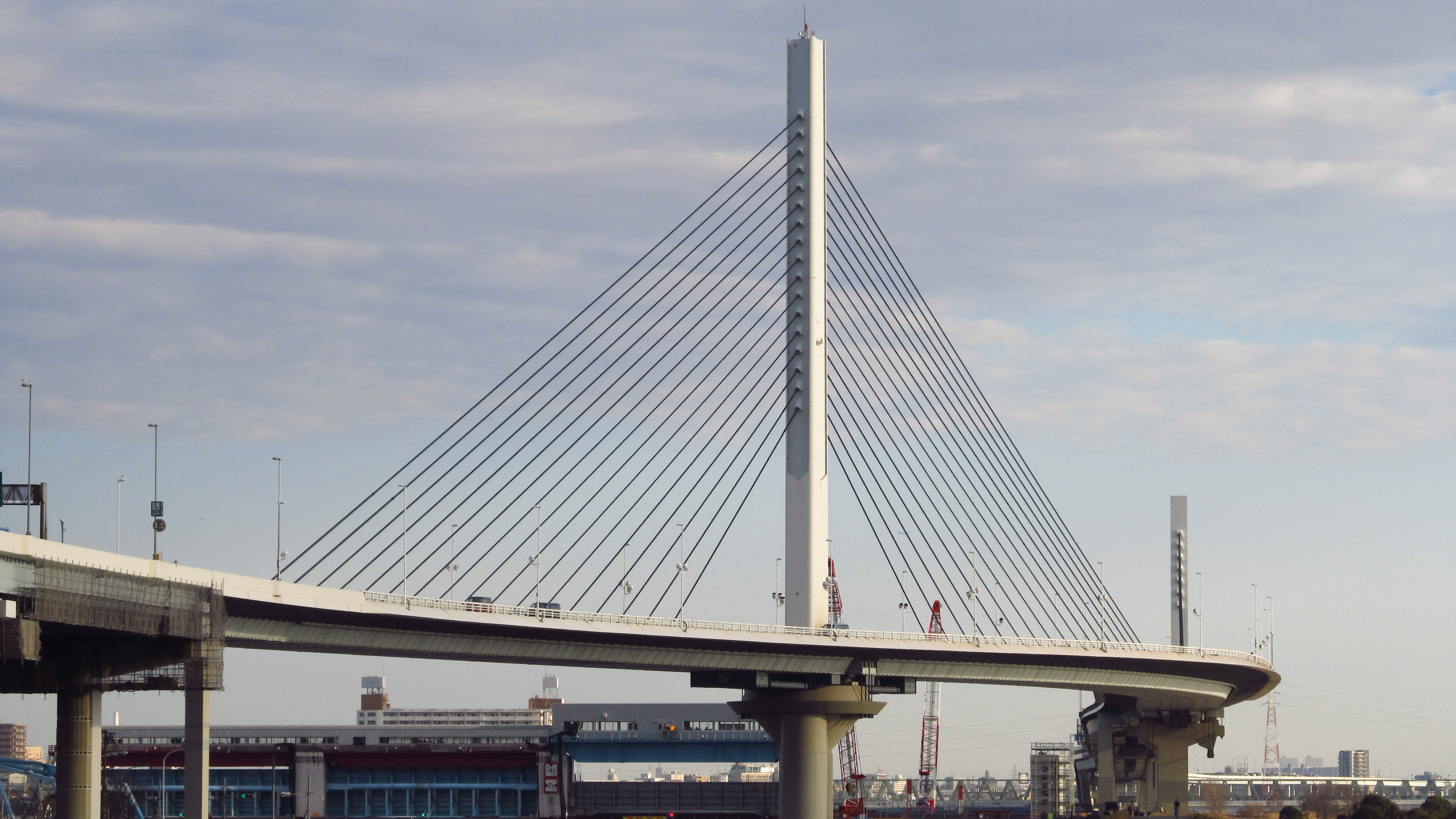
Ponte em Katsushika
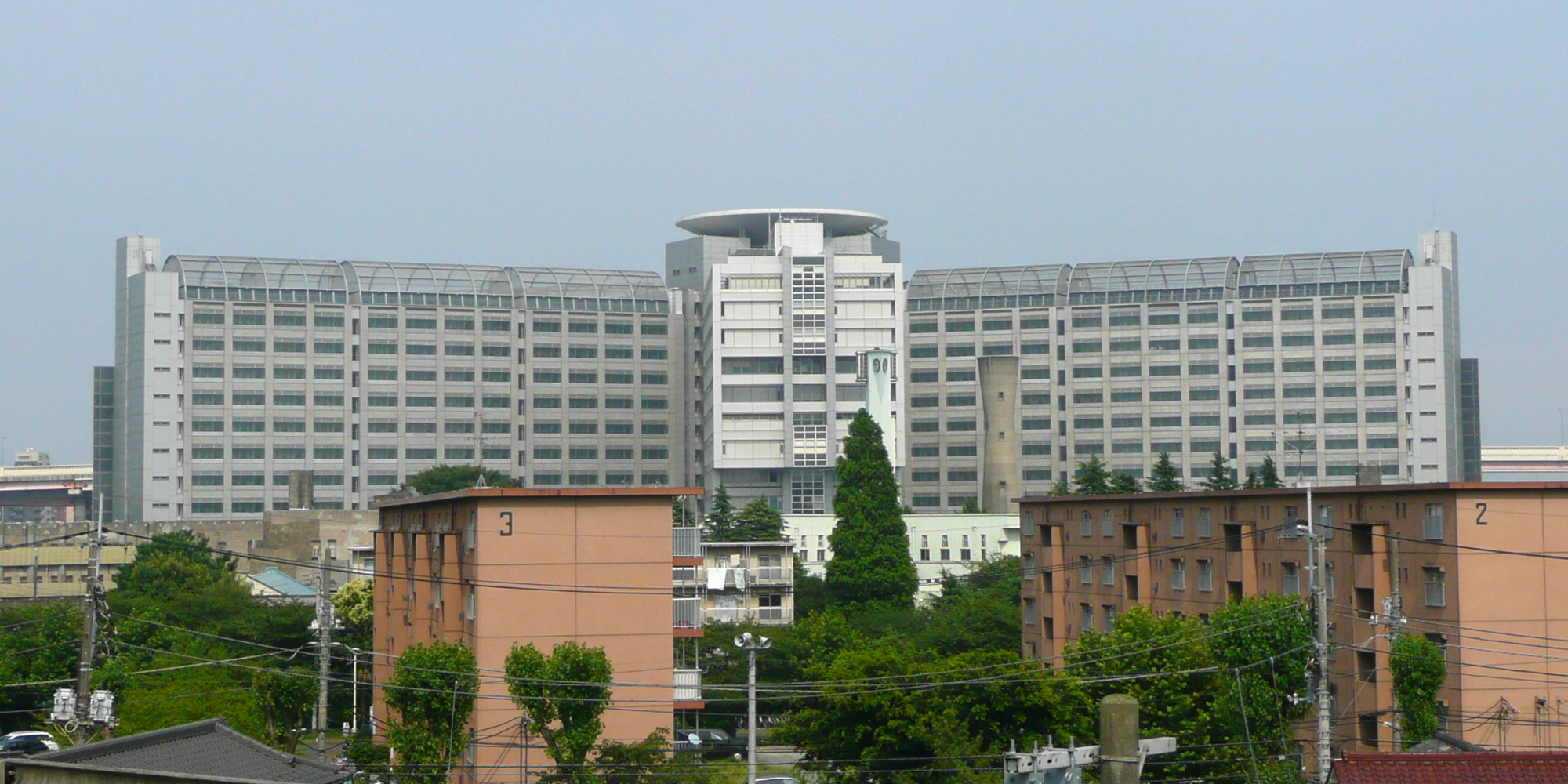
Centro de detenção de Tóquio em Katsushika